# Преображенська церква (Великомихайлівка)
Преображе́нська це́рква — парафіяльний православний храм у селі Великомихайлівка Дніпропетровської області. Збудована у 1799 році як урочисто-пишна з розрахунком «здивувати усе Запоріжжя». Найпівденніша споруда лиманської школи українського народного церковного будівництва. Церква зруйнована у 1930-х роках в рамках політики антирелігійного терору.

## Історія
У 1779 році у державній військовій слободі Велика Михайлівка Павловської протопопії знаходилось 175 дворів парафіян. Священні обов'язки виконував Тимофій Бібіков. Стара Преображенська церква закладена 1781 року.  
Вже у 1798 році священник Василь Власовський повідомляв, що віряни хотіли перемістити розташування церкви в інше місце через незручне та аварійне розташування споруди. Замість старої церкви вони прохали консисторію збудувати нову церкву на зручнішому та безпечнішому для жителів місці. Згодом стара церква була засипана піском. На будівництво нової церкви з тією ж назвою виділили 500 рублів коштів громади. 31 січня 1799 року консисторія з резолюції Гавриїла дозволила перебудувати церкву на новому місці. 10 березня 1799 року вийшов указ правління про початок будівництва. Церква була збудована як урочисто-пишна з розрахунком «здивувати усе Запоріжжя».
Під час Української революції у 1918 році на площі під стінами Преображенської церкви урочисто проголошено діяча анархістсько-селянського руху Нестора Махна Батьком всіх українських повстанців. Український мистецтвознавець Стефан Таранушенко зробив обмір церкви у 1927 році.
Споруда зруйнована у 1930-х роках в рамках політики антирелігійного терору. 7 грудня 1992 року відновлено як Свято-Преображенський храм. 
У 2022 році храм підпорядкований управлінню Дніпропетровської єпархії Православної церкви України. Його настоятель Ігор Азовський. У Державному архіві Дніпропетровської області частково збереглись метричні книги Преображенської церкви про народження, смерть та шлюб 1783—1903 років.

## Опис
Преображенська церква була типовою п'ятиверхою церквою лиманської школи: восьмигранний в плані центр, до якого прирубано чотири шестигранні рукави. Типовою також є композиція зрубів та корпусу церкви. Центральна частина верху складалась з трьох світлових восьмериків із завершенням глухим ліхтарем. Чотири верхи рукавів споруди мали кожен по два світлові та по одному глухому восьмерику. 
Зрубу корпусу були важче аніж у Рубцові, Гороховатці або Артемівці. За співвідношенням розміру вона нагадує Покровську церкву в Олешні. Це найпівденніша споруда лиманської школи українського народного церковного будівництва.

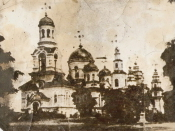
Преображенська церква, 1906 рік